# U-3521
U-3521 – niemiecki okręt podwodny (U-Boot) typu XXI z okresu II wojny światowej. Okręt wszedł do służby w 1945 roku.

## Historia
Zamówienie na budowę okrętu zostało złożone w stoczni F. Schichau GmbH w Gdańsku. Rozpoczęcie budowy okrętu miało miejsce 24 września 1944. Wodowanie nastąpiło 3 grudnia 1944, przekazanie do służby 14 stycznia 1945. Dowódcą U-3521 został Oberleutnant zur See (porucznik marynarki)  Günther Keller.
Okręt odbywał szkolenie początkowo w 8. Flotylli w Gdańsku, a od 16 lutego 1945 w 5. Flotylli w Kilonii.
Zatopiony przez własną załogę 2 maja 1945 w Travemünde (operacja Regenbogen). Po wojnie wrak okrętu podniesiono i złomowano.